# Lingue gallo-iberiche
Le lingue gallo-iberiche sono un ramo delle lingue romanze, sottogruppo delle lingue romanze occidentali.

## Lingue galloromanze

### Gallo-italico
- Lingua emiliano-romagnola (Italia, San Marino) 
  - Lingua emiliana (Italia)
  - Lingua romagnola (Italia, San Marino)
    - Dialetto gallo-piceno (Italia)
- Lingua ligure (Italia)
- Lingua lombarda (Italia, Svizzera)
  - Dialetto lombardo occidentale
  - Dialetto lombardo orientale
- Lingua piemontese (Italia)
- Lingua veneta (Italia - talvolta classificata come lingua "italoromanza" non gallo-italica)

### Lingue gallo-retiche
- Lingue d'oïl
  - Lingua francese (Internazionale)
  - Lingua borgognona (Francia)
  - Champenois (Francia)
  - Francoconteese (Francia)
  - Gallo (Francia)
  - Lorenese (Francia)
  - Lingua normanna (Francia)
    - Lingua anglo-normanna †
    - Auregnais
    - Guernesiais
    - Jèrriais
      - Sercquiais

  - Poitevin-Saintongeais (Francia)
  - Lingua vallona (Belgio)
  - Lingua piccarda (Francia)
    - Lingua zarfatica (Francia)
    - Lingua Francese cajun (Stati Uniti)

  - Lingua francoprovenzale (Francia)

- Lingue retiche
  - Lingua friulana (Italia)
  - Lingua ladina (Italia)
  - Lingua romancia (Svizzera)

### Lingue occitano-romanze
- Lingua occitana (Francia, Italia, Spagna)
  - Dialetto alvernese (Francia)
  - Dialetto guascone (Francia e Spagna)
    - Dialetto aranese (Spagna)

  - Dialetto linguadociano (Francia)
  - Dialetto limosino (Francia)
  - Dialetto provenzale (Francia)
    - Lingua shuadit (Francia)
- Lingua catalana (Spagna, Italia, Francia e Andorra)
  - Valenciano
  - Balearico
  - Dialetto algherese

## Lingue ibero-romanze

### Lingue iberiche occidentali

#### Lingue asturiano-leonesi
- Lingua asturiana (Spagna)
- Lingua estremegna (Spagna)
- Lingua leonese (Spagna)
- Lingua mirandese (Portogallo)

#### Lingue galiziano-portoghesi
- Lingua galiziana (Spagna)
  - Eonaviego o galiziano-asturiano, Asturie (Spagna)
  - Lingua fala o gallego-estremadurano (Spagna)
- Lingua portoghese (Internazionale)
  - Barranquenho
  - Portoghese brasiliano
  - Giudeo-portoghese (†)

### Lingue castigliane
- Lingua spagnola (Internazionale)
- Lingua spagnola amazzonica
- Lingua giudeo-spagnola

### Lingue iberiche orientali
- Lingue pirenaico-mozarabiche
  - Lingua aragonese (Spagna)
  - Lingua mozarabica (†)